# 向島 (広島県)

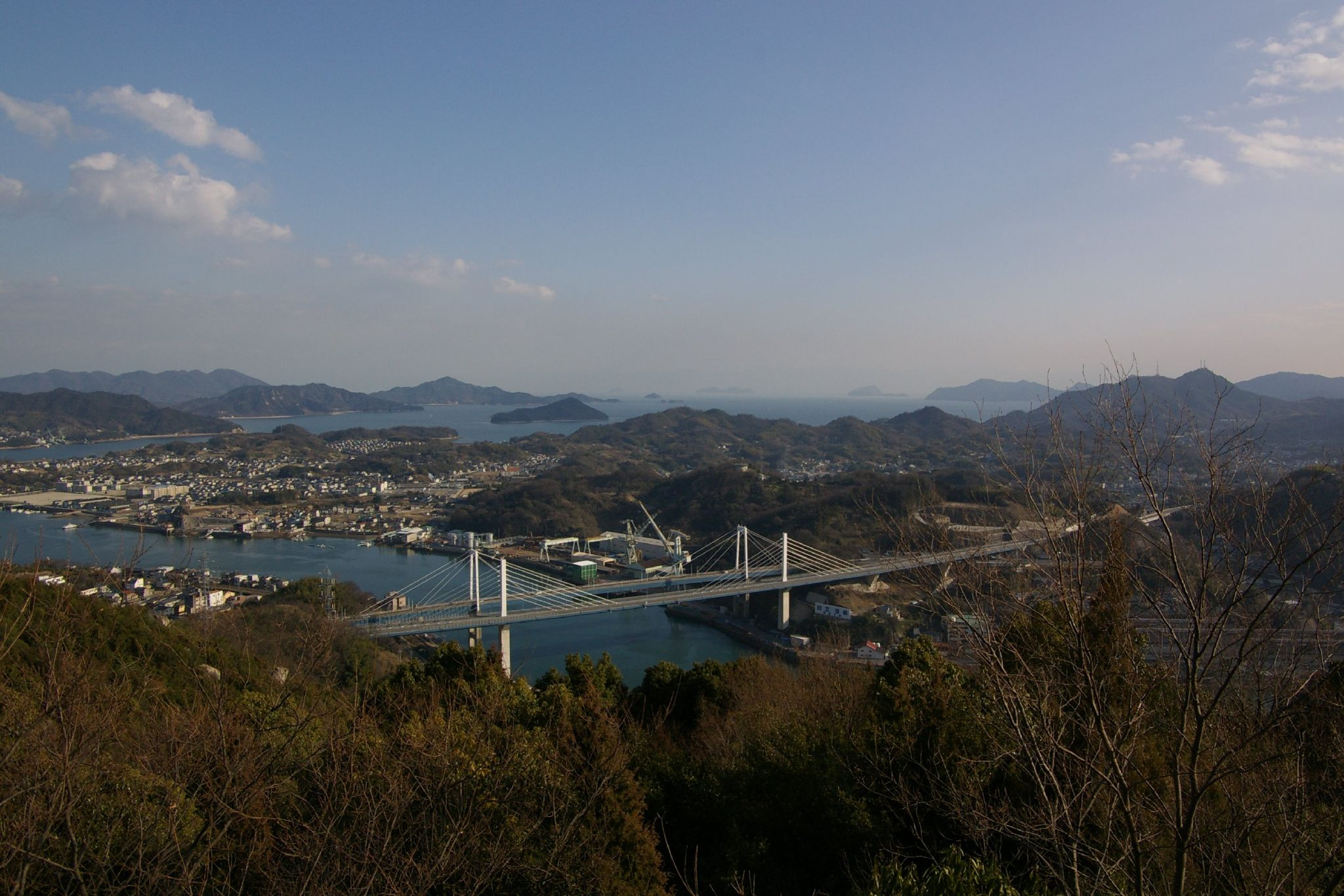
浄土寺山からの尾道大橋・新尾道大橋と向島

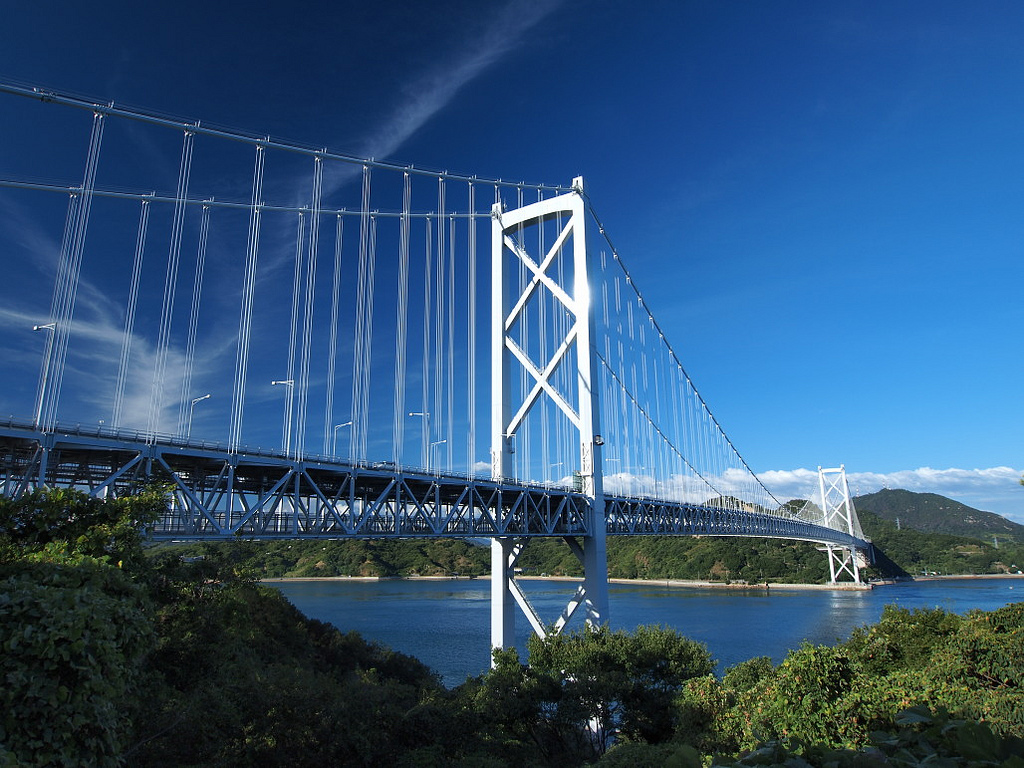
因島からの因島大橋と向島

向島（むかいしま）は、広島県尾道市に属する島。

## 地理
本州尾道市街から南に約300m幅の尾道水道を隔てた位置にある島で、文字通り尾道の向かい側に位置する島。北側が本州、南側が因島、西側が岩子島でそれぞれ橋で結ばれている。東側が尾道市の飛び地である浦崎町、無人島の加島その先が有人島の百島。
面積22.22km2。周囲約28km。北岸に平地が広がり、その他はほぼ丘陵地である。最高峰は高見山283m 。気候は瀬戸内海式気候。
郵便番号は以下のとおり。
- 〒722-0073 向島町　むかいしまちょう
  - 島の大部分を占める。
- 〒722-0071 向島町立花　むかいしまちょう　たちばな
- 〒722-0062 向東町　むかいひがしちょう

2016年現在2つの日本遺産に絡んでいる。一つは、日本遺産「尾道水道が紡いだ中世からの箱庭的都市」であり、島の北側である尾道旧市街地と密接な関係にあることからその範囲に含まれている。もう一つが日本遺産「“日本最大の海賊”の本拠地：芸予諸島－よみがえる村上海賊“Murakami KAIZOKU”の記憶－」であり、島の北側・南側ともに安芸地乗りと呼ばれた古くから瀬戸内海の主要航路でそれぞれを掌握するため村上水軍などの海賊衆の拠点が置かれていたことがあることから、その構成文化財として日本遺産に認定されている。つまり、島の歴史・産業・文化などは北側の尾道・南側の因島と密接な関係にある。更に西側の岩子島のものも、この島と一体化していたものと考えられている。芸予諸島周辺島々とともに造船のしまでもある。温暖な気候の丘陵地、尾道という商業地の近くにあるという立地から柑橘類栽培や近郊農業が盛んで、また漁業も盛んである。

## 歴史

### 古代
この島では縄文時代の遺跡・遺物包含層が幾つか発見されている。例えば島の東部海岸沿いにある「古江浜遺跡」では製塩土器が発見されており、島の北東部松永湾一帯で発見されている製塩出土遺跡群の一つである。島の中央である田尻では有茎尖頭器が発見された「古神宮寺遺跡」が、島の北側である宇立には縄文土器や須恵器が発見つまり縄文時代から古墳時代のものである「入川の上遺跡」がある。
古墳時代の古墳も同様に島の東岸周辺・尾道水道付近・島の中央付近に点在している。
高見山頂にある雨乞いの碑は大正時代から昭和初期にかけて建立されたもの。ただ古くから水不足解消のため雨乞いの風習があったと伝わる。

### 歌島
この島の名が出てくる最古の資料は平安時代中期の辞典である『和名類聚抄』で、「宇多乃之萬（うたのしま）」とある。そこから鎌倉時代から室町時代にかけて「宇多乃末」「歌嶋」「歌之嶋」と歌の字があてられた。ここでいうウタとは古来の言葉で低湿地帯を意味し、ここ以外ではウタあるいはウダ（陀・宇陀・宇田など）、ムダ（牟田）などの名で残っている。この島は現在でこそひとつの島として形成されているが、かつては七つの島からなるといわれており、明治初期までは向島町と向東町の町境に当たる島の中央部、兼吉-江奥-干汐ですら満潮時には船で往来できた。
中世、この地は大炊寮領歌島荘という荘園であった。それ以前は島の西側は塩田荘と呼ばれた安楽寿院領のち八条院領であったとも。温暖だが降水量が少ない気候から塩作りが盛んになり、年貢として塩を納めていた。応安4年（1371年）今川貞世（了俊）が九州探題として下向していた時の紀行文『道ゆきぶり』の中に、尾道とともにこの島のことが登場する。
この中では、この島は和歌が盛んだったことから歌島の名がついたこと、沿岸部で盛んだった製塩業では塩を焼くときの煙で雨を呼んでいたことが書かれている。この時代、歌島（向島）で生産された塩などの物産を取引することにより、対岸の尾道は港町として成長していった。
この歌島が向島と呼ばれるようになったのは室町時代からである。この時代、交易港として発達した尾道に文人墨客が立ち寄ると、「向かいの島」を自身の作品に残したのが始まりであるとされている。『向東町臼家文書』によると文明年間（1470年から1486年）には向島と呼ばれていたことがわかっている。

### 中世の武家勢力
川尻地区の覚明神社の伝承によると、寿永3年（1184年）粟津の戦いで敗れた源義仲勢の覚明は義仲の嫡子源義重と家臣30人あまり引き連れ川尻地区に落ち延び、当地を開拓した後、覚明と義重は家臣を残し信州へ戻っていったという。
江奥地区の吉原家によると、吉原家は中原（藤原）親能の子孫で、文明年間（1469年から1486年）向島に移り向東町の吉原城を拠点とし、江戸時代に帰農そして向島西村の庄屋となったという。

千光寺展望台からの向島。右手前の小さな山が小歌島地区。

また、この島の南は因島村上氏（村上水軍）の拠点であったことから、この島にも水軍（海賊）の城跡が幾つか存在する。尾道水道ほぼ中央付近に「小歌島（おかじま）」という小さな丘陵地がある。ここには中世に宇賀島（あるいは岡島）と呼ばれた一つの島で宇賀島衆という海賊（水軍）が拠点とした「岡島城」があった。彼らは当時尾道水道を通る船舶から関料を徴収しており、宋希璟（『老松堂日本行録』）や梅林守龍（『梅林守龍周防下向日記』）は宇賀島衆に囲まれたことを書き記している。この宇賀島衆は天文23年（1554年）因島村上氏村上吉充と手を組んだ小早川隆景によって攻め滅ぼされている。
弘治元年（1555年）、厳島の戦いでの勝利により吉充は向島の知行を賜わう。芸藩通志によると、吉充はこの島の南部の因島との海峡である布刈瀬戸を望める観音岬に「余崎城」を築き拠点としたとされる。ただ吉充がいた時期は短く、永禄10年（1567年）因島青木城に拠点を移し、余崎城の守りは家臣の島居次郎資長がついたと言われている。また上記の岡島城もこの時代因島村上氏の支配下にあり、関料を徴収していた。島の最高峰高見山は村上氏の見張り台が置かれていたことに由来する。

### 近世塩田

国重文吉原家住宅。建築年代のわかる庄屋住宅としては日本最古のもの。

海物園跡。

江戸時代、この地は広島藩領となる。対岸の尾道は、藩による積極的な投資で藩内随一の交易港となり、そこへ西廻海運が確立し北前船などの廻船が寄港するようになると交易港として爆発的に成長した。尾道の主要交易品は塩で、周辺には商人によって塩田が開発されていき、浜旦那と呼ばれる塩田地主・経営者が誕生した。
この島で最初に塩田を開発したのは天満屋治兵衛である。もともとは紀州和歌山藩の御用商人で、元和5年（1619年）元和歌山藩主浅野長晟が広島藩に転封するとこれに従って広島に移り、魚問屋及び酒造業で財を成した。そしてこの島の開発を藩に許可され、尾道水道一帯に天満屋新開地を整備し延宝5年（1677年）富田古浜・元禄4年（1691年）富田新浜と「富浜塩田」を開発した。この富浜塩田は昭和30年代（1960年前後）まで塩が作られている>。
その他にも、現在の尾道造船向島工場付近に元禄2年（1689年）「肥浜塩田」元禄5年（1692年）「天女浜塩田」享保15年（1730年）「小肥浜塩田」、島の南西部に元禄10年（1697年）津部田浜塩田」、島の西には「古江浜塩田」が開発されている。
この時代財を成した尾道の豪商たちは周辺の風光明媚な地に茶園（さえん）と呼ばれた庭園付きの別荘を建てた。この島にも天満屋によって海物園が造園されている。
尾道水道を縦断する渡船が出来たのはこの頃である。記録に残るものとしては、寛政から文化年間（1789年から1817年）に“兼吉渡し”が出来たのが最初である。

### 近代以降

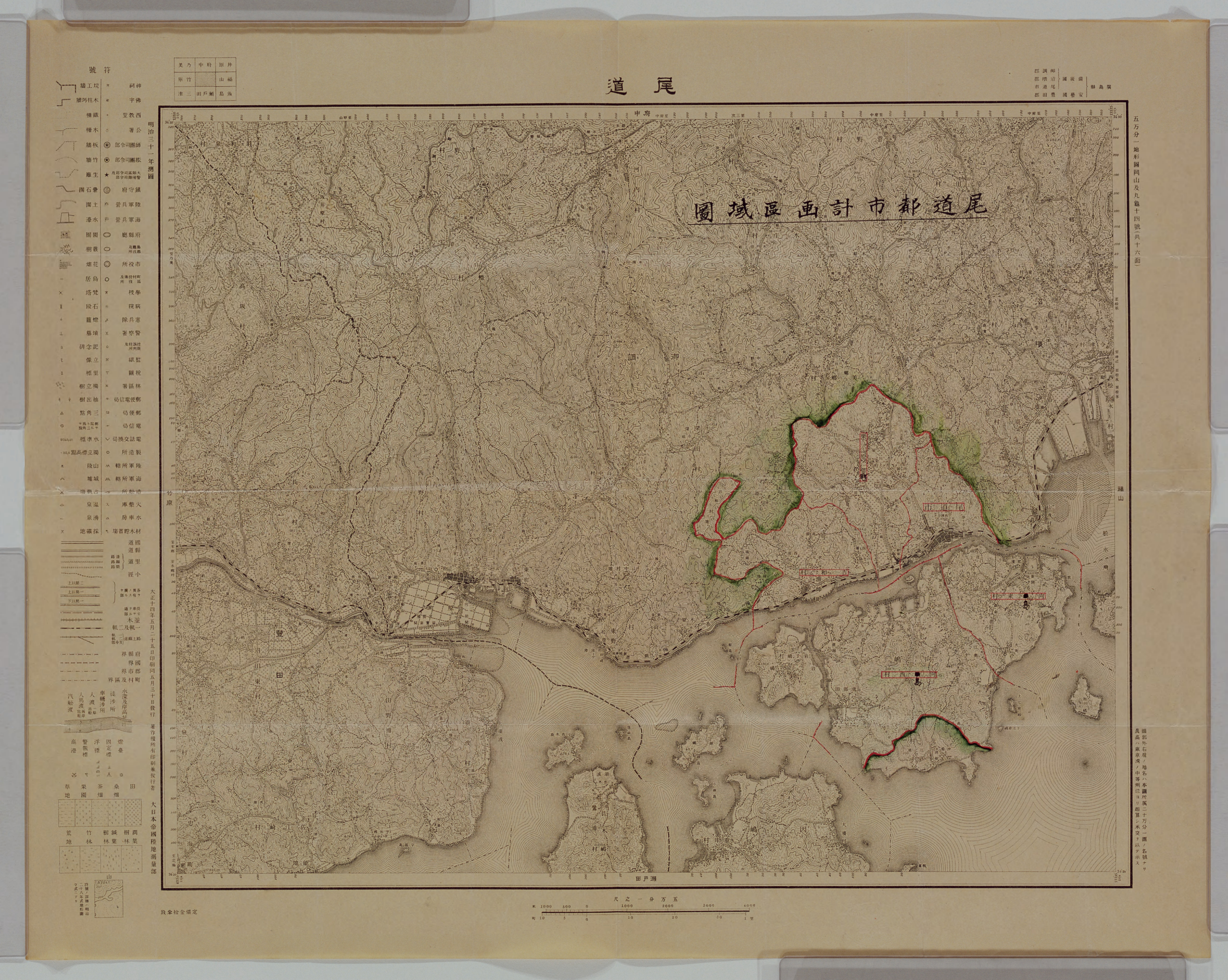
1929年尾道都市計画区域図

近代での行政区分は、島の東側が御調郡向東町（旧・向島東村）、中央部と西側が御調郡向島町（旧・向島西村および旧・立花村）であった。
近代文学の代表作である志賀直哉『暗夜行路』は尾道が舞台となった作品であるが、この島の様子も出てくる。
このように、近代に入ると造船業が盛んになっていく。向島では明治39年（1906年）松場鉄工所が最初に起業しのち数社ができ、近代から現代にかけて、日露戦争・第一次世界大戦・第2次世界大戦・朝鮮戦争と戦争による特需活況と戦後の不況、その後も好況不況を繰り返したなかで成長していった。太平洋戦争中にはこの島に捕虜収容所が置かれ連合国捕虜を造船関係の仕事に従事させている。昭和20年（1945年）7月27日にはその中の日立造船向島工場が空襲されることになる。
また、瀬戸内海式気候という温暖な気候を利用した農業が展開されたのもこの頃からである。この周辺で防虫菊栽培が始まったのはこの島からである。日本に防虫菊の種を持ち帰った上山英一郎は和歌山で栽培に成功すると各地に栽培を勧めたがなかなかうまく行かなかった。明治23年（1890年）向島を訪れた上山に村上庄平が協力者となりこの地で試験的な栽培が始まり、そして藤田歳太郎によって本格的な栽培が進められた。ここから瀬戸内海の島々、特に広島県と香川県が産地となり、島々の産業の中心となり、隣の因島市では市花に採用されている。ただ戦後、防虫菊に含まれる殺虫成分であるピレトリンが合成されるようになると急速に栽培は廃れている。
近代に入り向島と尾道との間の交通手段として渡船が最大で12箇所まで増えていくことになるが、現代に入り広域交通が整備される中で規模が縮小されていった。
そして、戦後の広域道路網整備は昭和43年（1968年）尾道大橋開通から始まり、昭和58年（1983年）因島大橋、平成11年（1999年）新尾道大橋が完成ししまなみ海道が島の中央を縦断することになる。平成25年（2013年）尾道大橋は無料開放された。
こうした中で、昭和45年（1970年）向東町、平成17年（2005年）向島町が尾道市に編入されている。
2010年代以降は高齢化や島外への移住により人口が減少し、島内には放棄された果樹園や1000軒以上の空き家が点在するなど景観が悪化しつつある。

### 景観

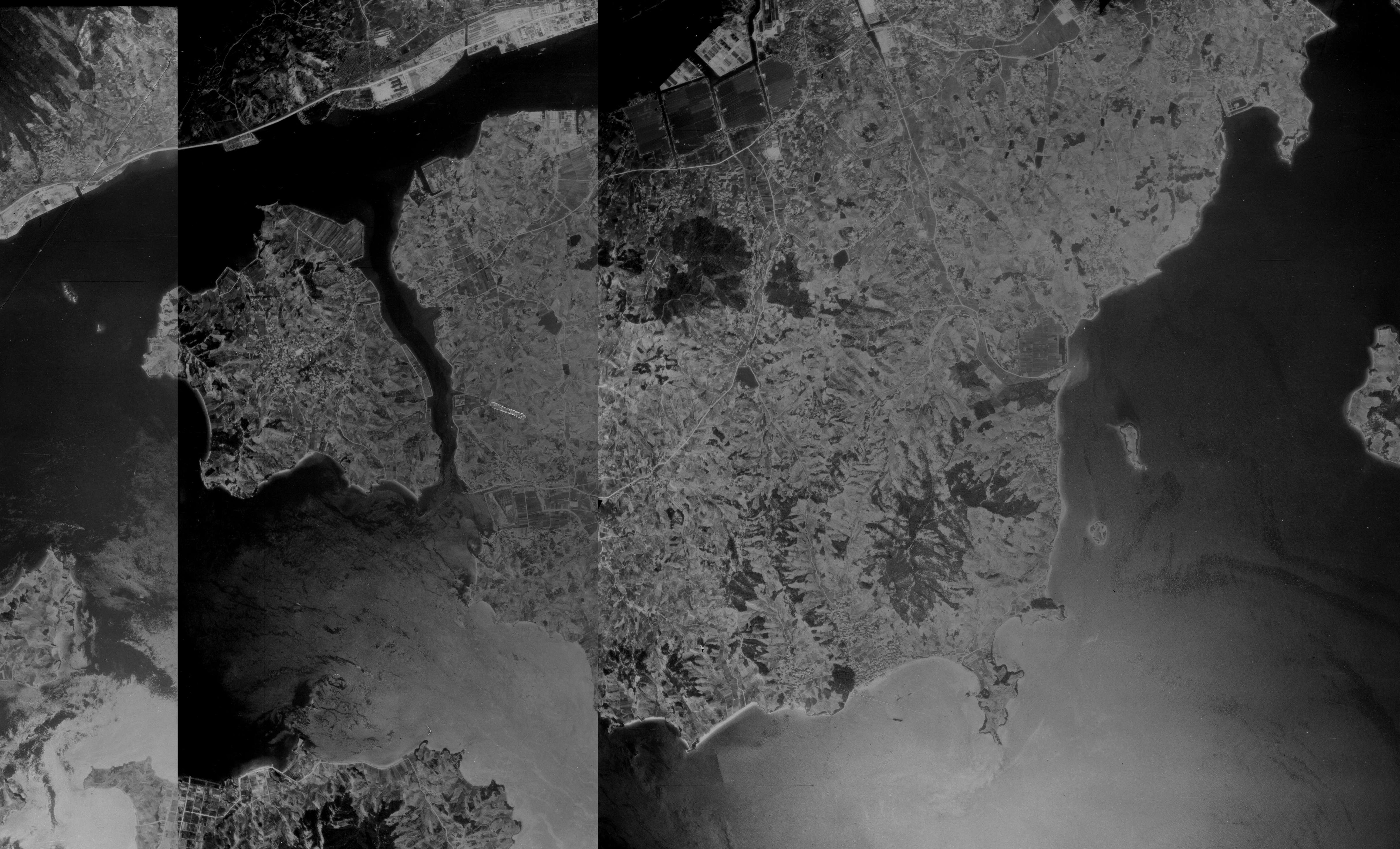
1947年4月アメリカ軍撮影
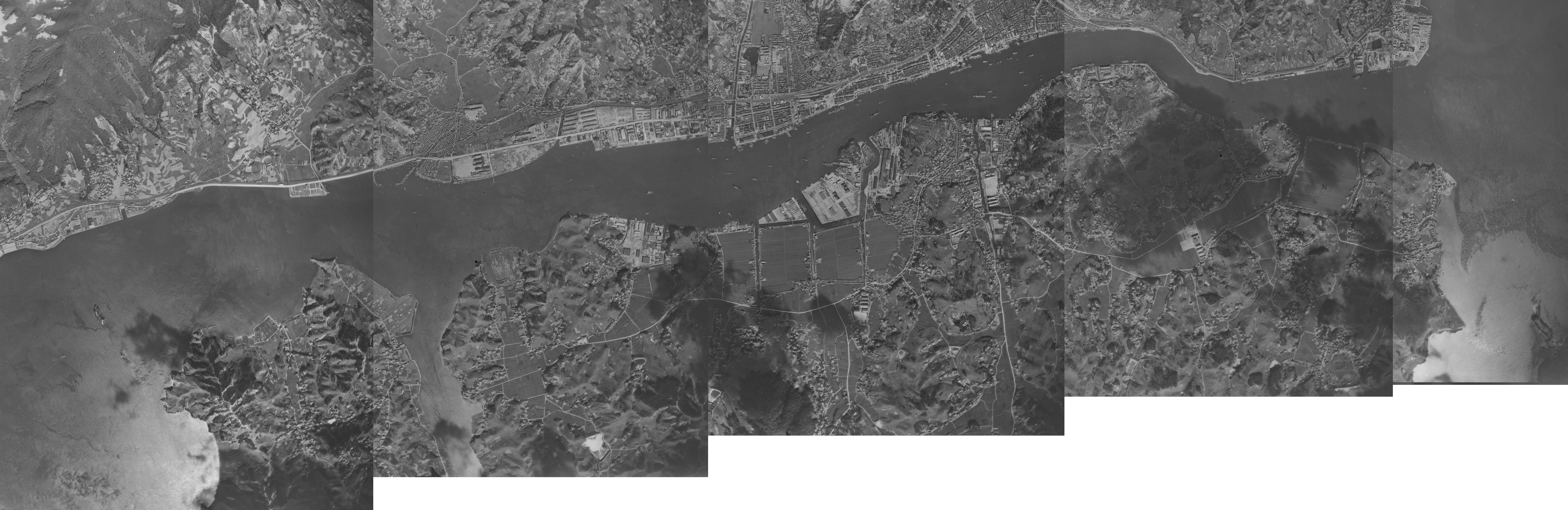
1947年10月アメリカ軍撮影
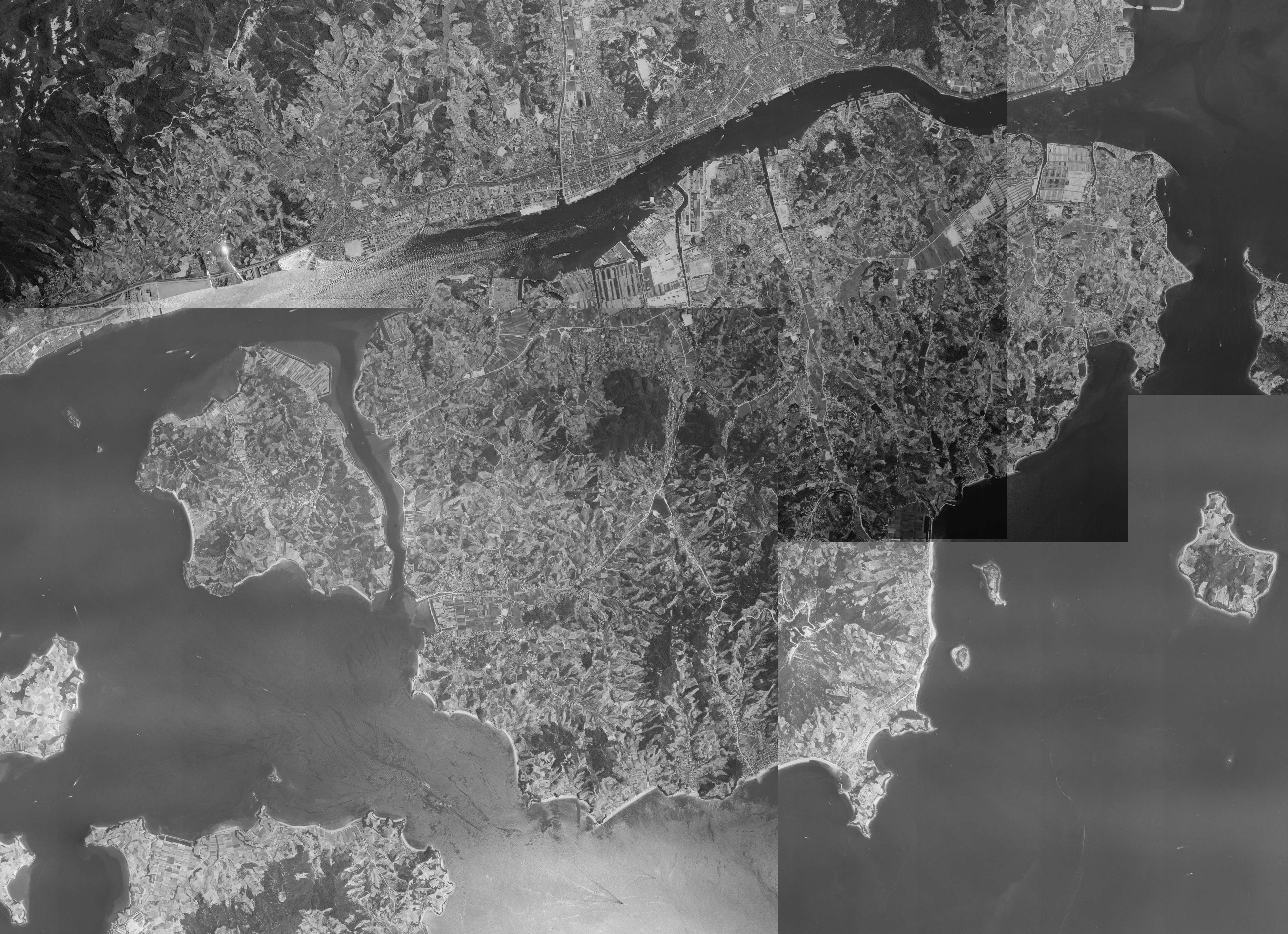
1964年
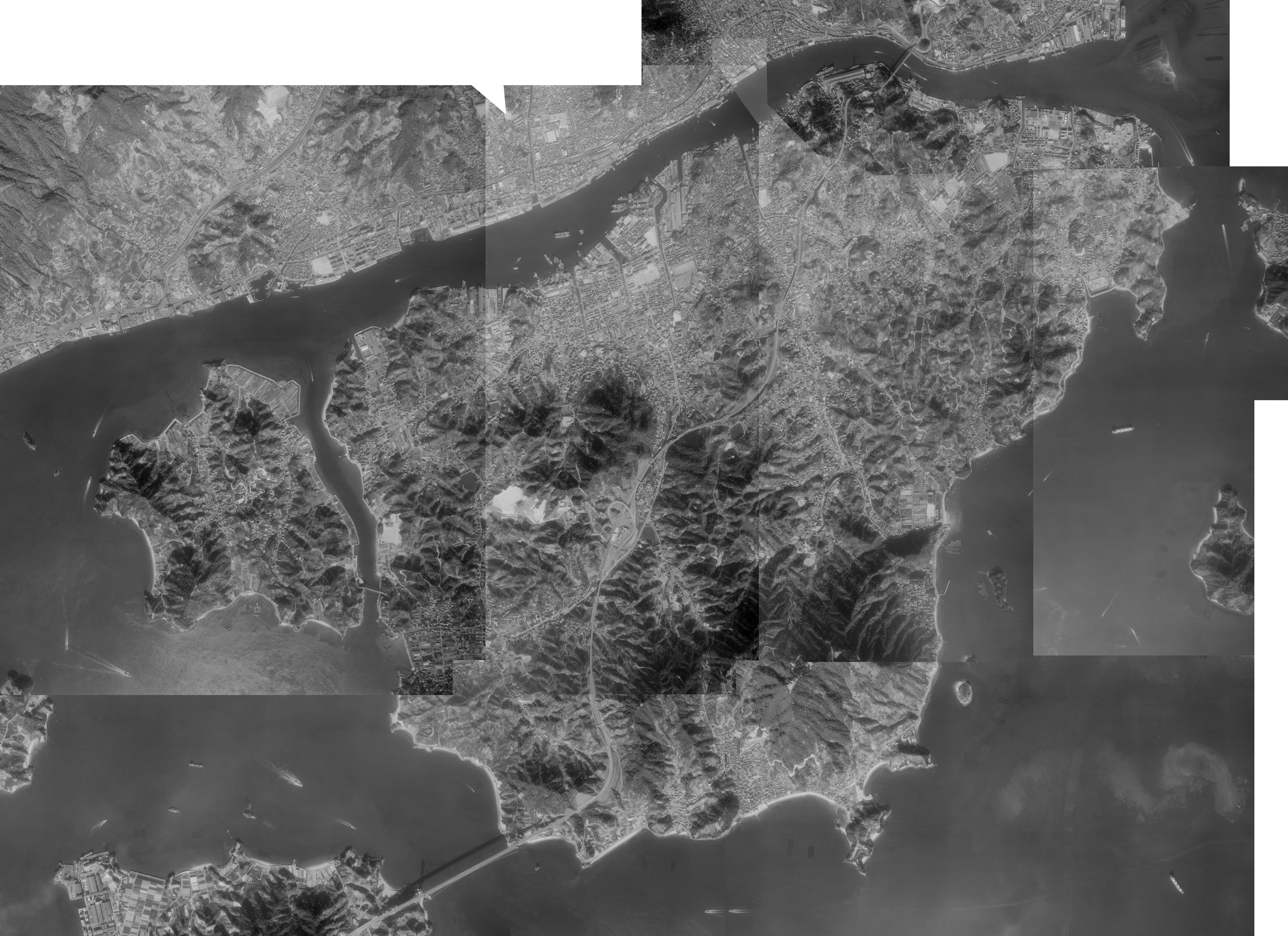
1986年
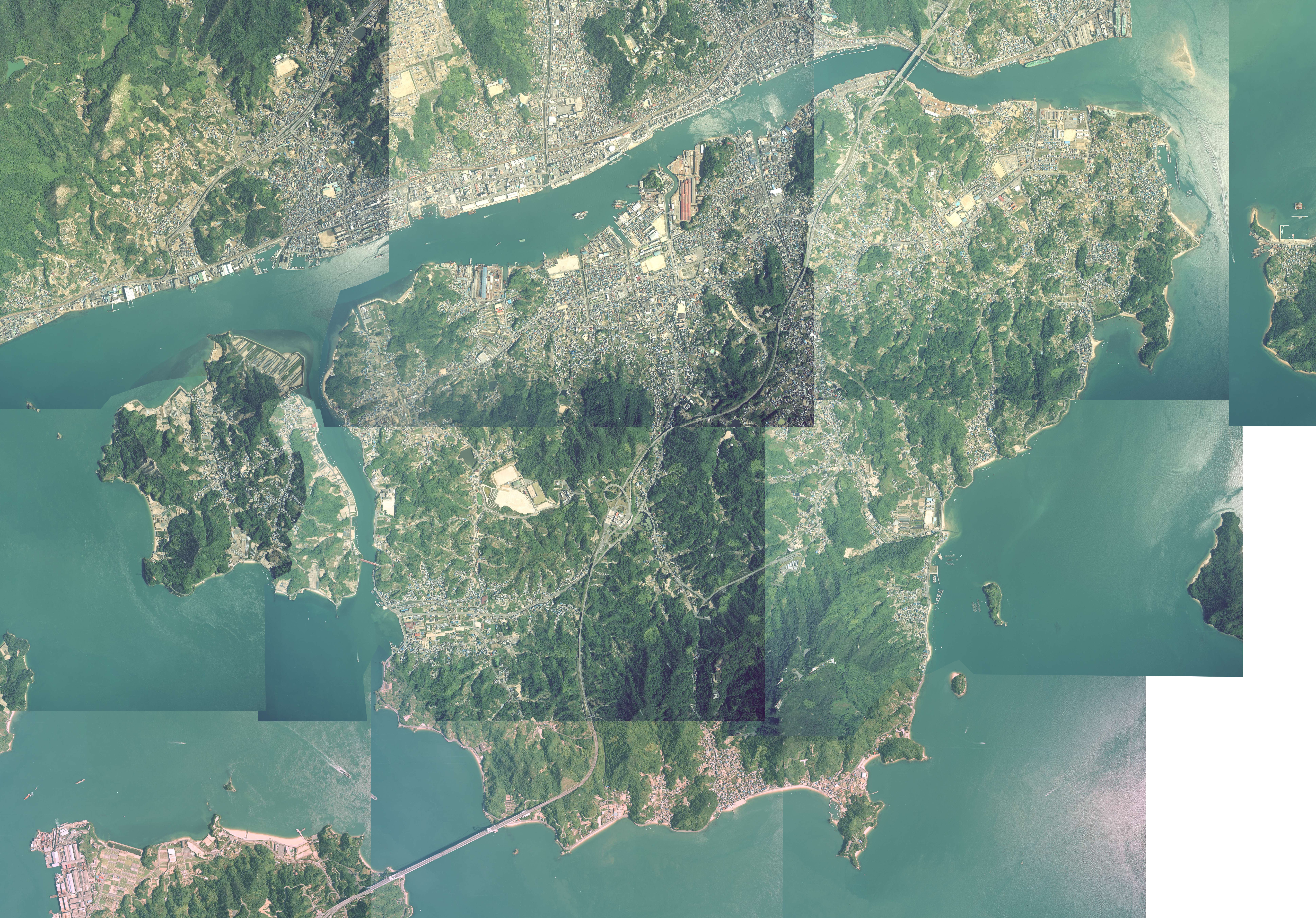
2005年

尾道市は景観法に基づく景観行政団体となった事を機に、2007年「尾道市景観条例」を制定、地域における歴史的風致の維持及び向上に関する法律（歴史まちづくり法）施行に伴い尾道市は「歴史的風致維持向上計画」を作成した。
この中で向島全体は「向島・海と暮らしの歴史文化保存活用区域」として岩子島と一体化した歴史文化保存活用地域に定められている。更に尾道旧市街地の対岸にあたる地域のみ「尾道・古寺と港町の歴史文化保存活用区域」として定められ、この文化圏が平成27年（2015年）日本遺産選定「尾道水道が紡いだ中世からの箱庭的都市」に認定された。

## 産業

### 造船
元々は南側の因島を中心に、中世では村上水軍の勢力下で、近世では商人用の廻船として船製造が行われており、近代になり木造船から鉄造船に移行すると、島で育まれた造船技術と尾道において中世から受け継がれていった鍛冶の技とが結びつき飛躍的に発展した。この島の造船所は島の北側である尾道水道周辺の平地、つまり近世に開拓された旧塩田跡に固まっている。
上記の暗夜行路や近代以降の映画など、文化芸術のまち尾道に関連した作品群にこうした造船所は登場する。例えば『男たちの大和/YAMATO』ではオープンセットが作られている。

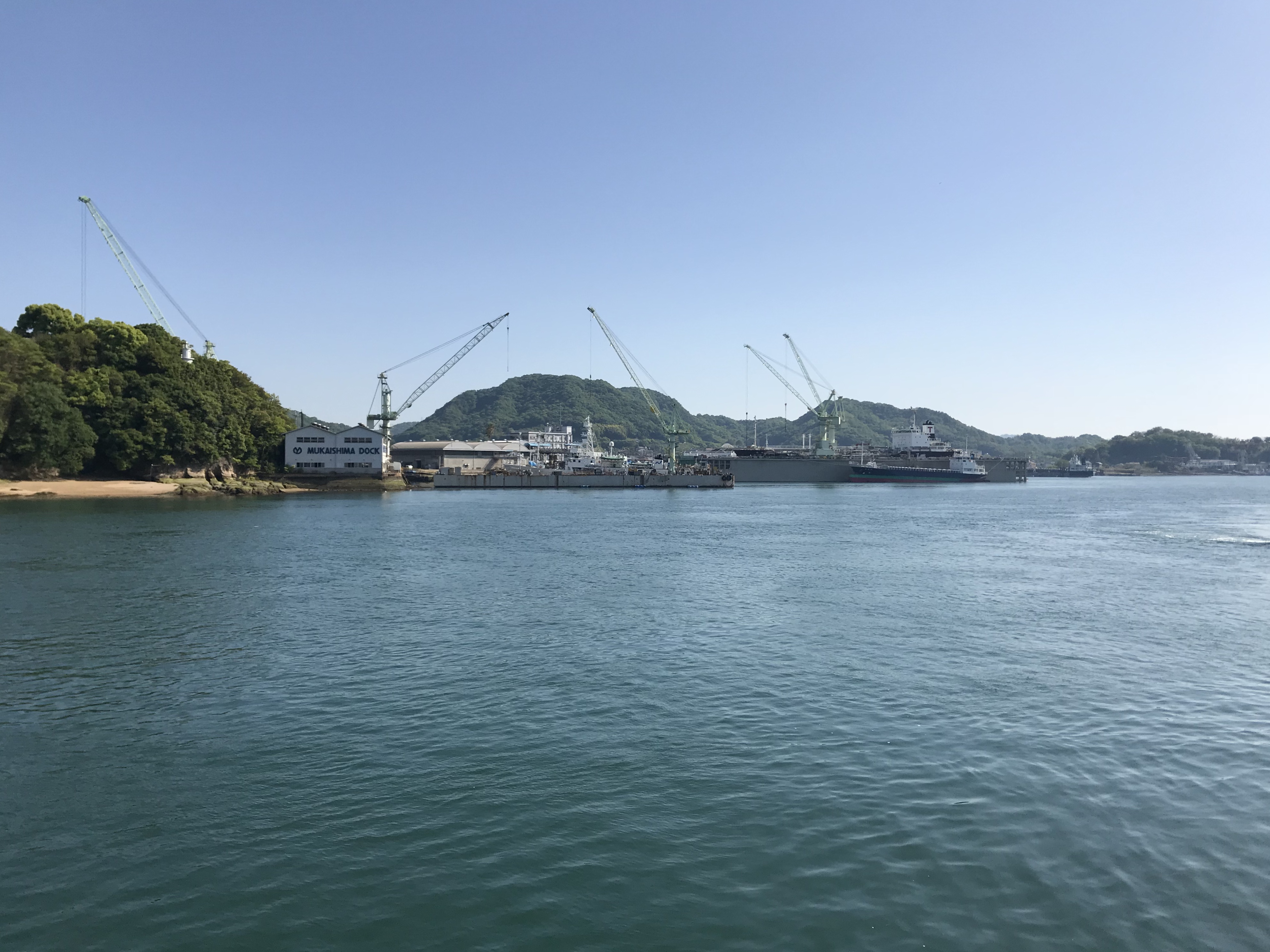
向島ドック
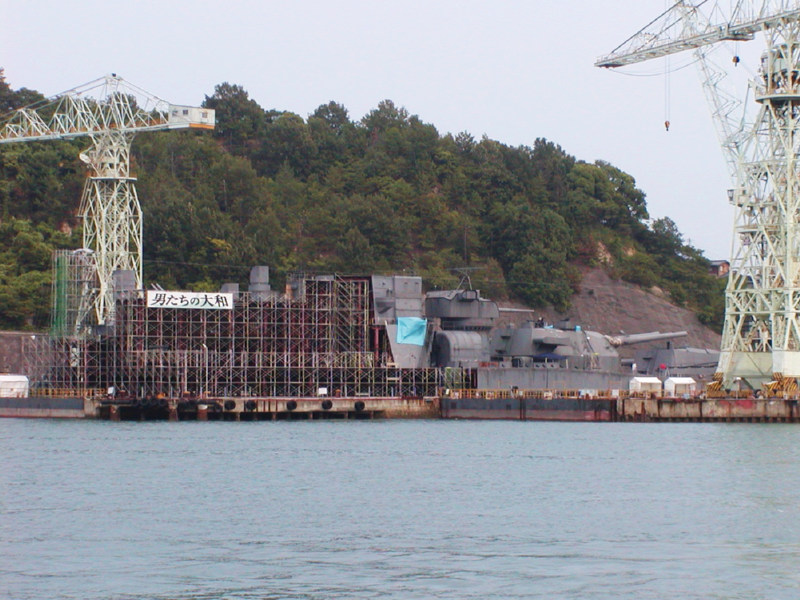
旧日立造船跡に作られた戦艦大和オープンセット

### 農業
瀬戸内海式気候と島の殆どが丘陵地で平地が少なくさらに北側に商業地尾道を控える特性から、近郊農業や柑橘類の栽培が行われている。
市場性の高い花の栽培が行われるようになったのもその一つ。1950年頃にキンセンカ・ヤグルマギク、1953年頃カーネーション、1963年頃ストック、1965年頃洋ラン、1980年頃棕櫚竹の栽培が始まり、その他にもカスミソウ・スターチス・バラ・シクラメンが栽培されている。特に洋ラン、シクラメンの栽培地として著名である。こうした中で、立花自然活用村や向島洋らんセンターといった農業公園が開園している。
絹さやえんどうは1907年頃から栽培が始まり、県における著名な産地の一つとなった。
上記の通り、防虫菊の栽培は現在廃れている。

## 観光・文化

### 文化財

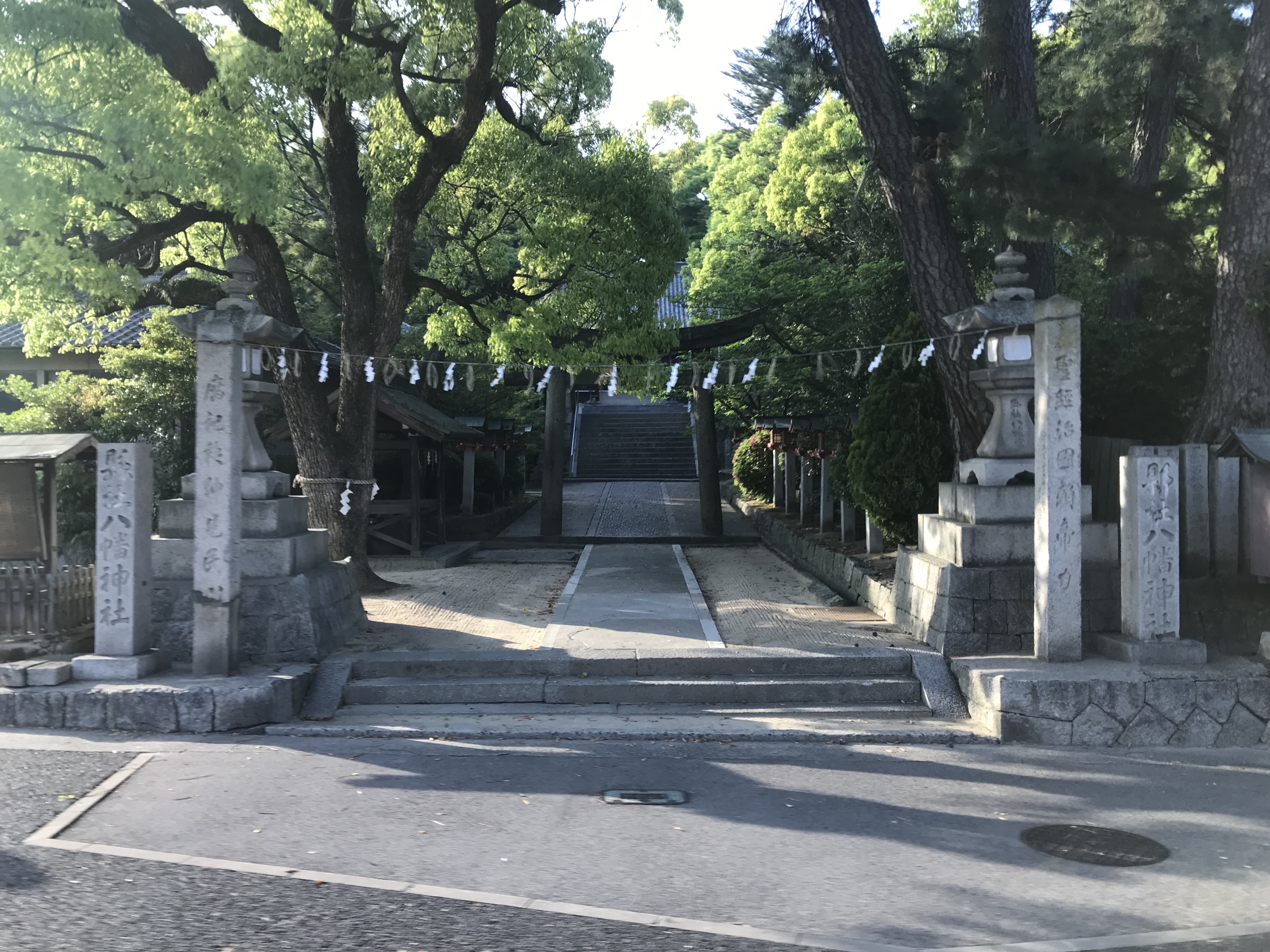
亀森八幡神社

以下、国・県・市の文化財指定されているものを列挙する。
国の重要文化財
- 吉原家住宅

国の登録有形文化財
- 吉原家住宅表長屋門

市の登録有形民俗文化財
- 亀森八幡宮オハキ神事・とんど
- 天神祭の催物
- 住吉祭の曳舟・五烏神社の天嬪

市の史跡
- 海物園跡
- 天満屋浄友の墓
- 覚明神社
- 仁殿丸五輪塔群

### 観光地
ここでは上記以外の文化財および観光地を列挙する。
- 向島洋らんセンター
- 立花自然活用村
- 尾道マリン・ユース・センター
- 国立公園高見山
- 干汐海水浴場
- 兼吉バス停 - 『あした』オープンセット
- 河野温泉

### 作品・ロケ地
- 2010年 : てっぱん
- 2005年 : 男たちの大和/YAMATO
- 2004年 : しまなみ幻想－愛媛・今治殺人事件－
- 1998年 : あの、夏の日
- 1995年 : あした
- 1991年 : ふたり
- 1985年 : さびしんぼう
- 1982年 : 転校生

## 交通

### 道路
高速道路

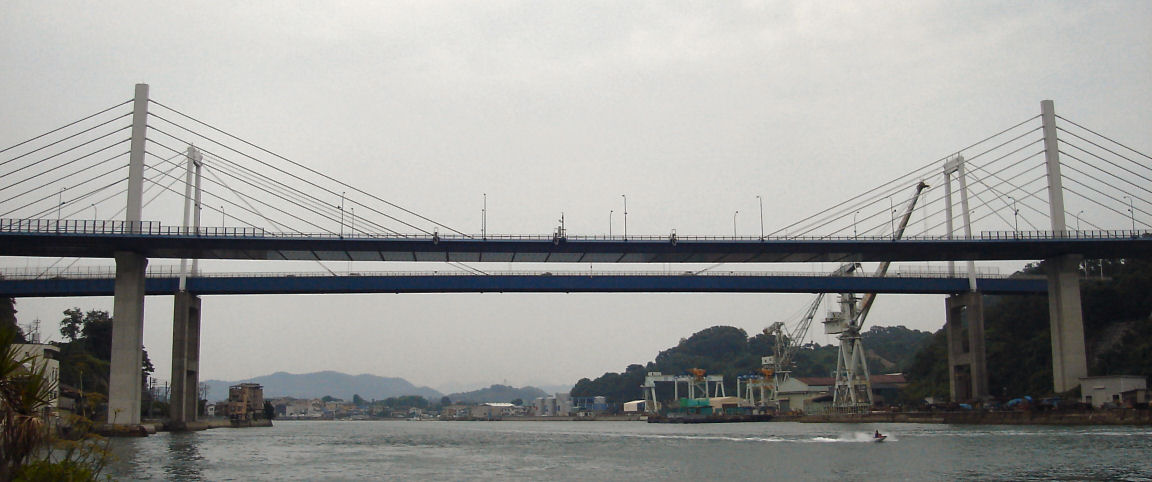
尾道大橋（奥）と、並行してかかる新尾道大橋

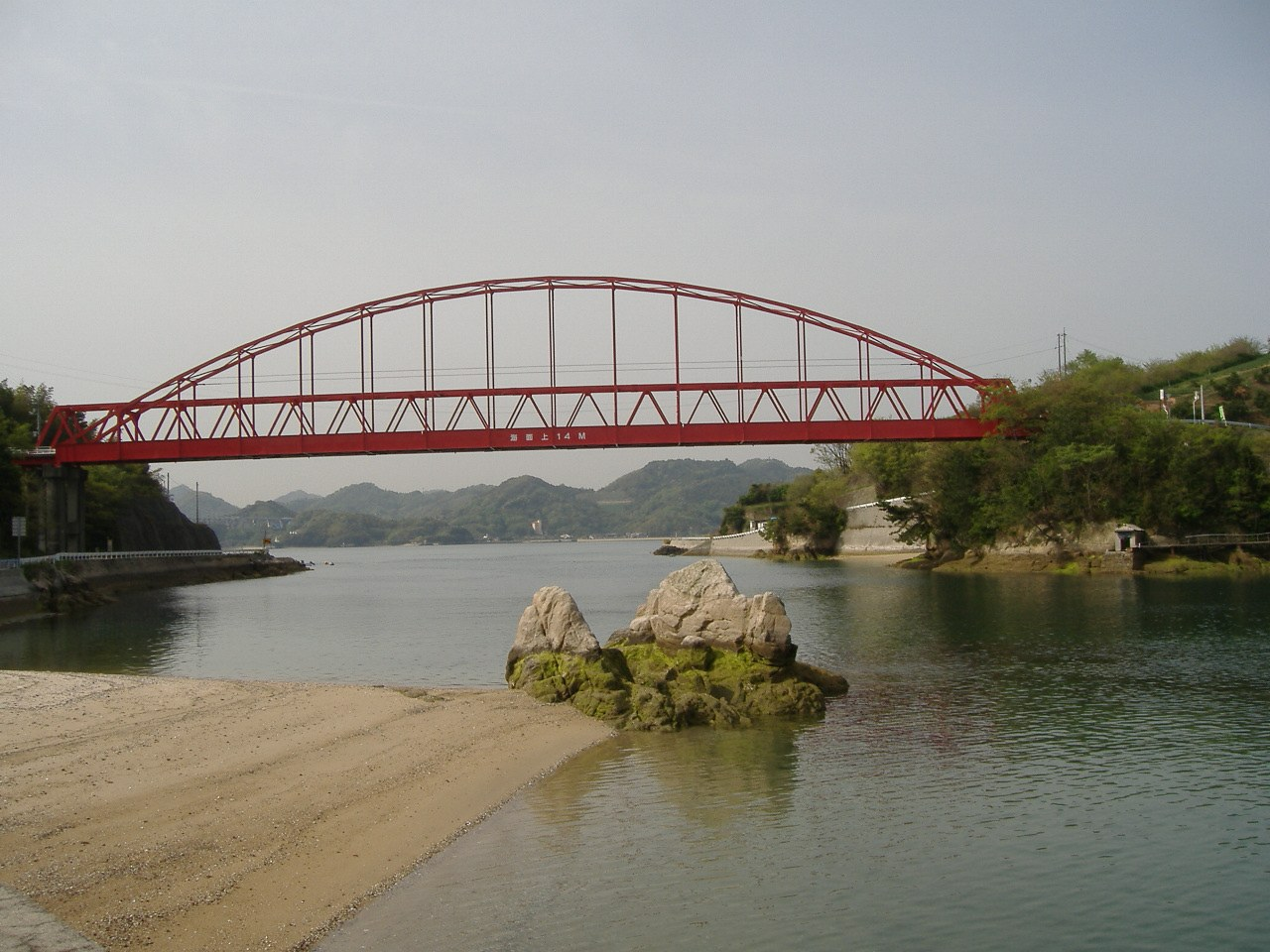
向島大橋

- 本州四国連絡道路の1つ、西瀬戸自動車道（通称：しまなみ海道）が通り、尾道大橋・新尾道大橋で本州と、因島大橋で因島と結ばれている。島内には向島インターチェンジがある。
  - （西瀬戸尾道IC方面） - 新尾道大橋 - 向島IC - 因島大橋 - （因島・生口島・今治方面）

国道
- 国道317号
  - 自転車・歩行者は尾道大橋（国道317号）ではなく渡船の利用を推奨している

県道
- 広島県道376号立花池田線
- 広島県道377号向島循環線
- 広島県道466号向島因島瀬戸田自転車道線

その他
- 向島大橋（御幸瀬戸を渡り、西側にある岩子島とを結ぶ）

### 航路
- 備後商船
  - 常石航路[37]
    - 尾道駅前 - 戸崎（尾道市浦崎町） - 歌（向東） - 満越（尾道市浦崎町） - 福田（百島） - 常石（福山市沼隈町） 一部フェリー便

- おのみち渡し船[38]
  - 富浜～駅前航路[37]
    - 富浜（向島） - 駅前（尾道駅前桟橋） 駅前渡船[39]

  - 兼吉～土堂航路[37]
    - 兼吉（向島） - 土堂（尾道）

  - 歌～戸崎航路[37]
    - 歌（向東） - 戸崎（尾道市浦崎町）

尾道水道の航路（向島 - 尾道間）については、『1円ぽっぽ』（1円ポッポ）の愛称でも親しまれた福本フェリー（旧福本渡船、小歌島～土堂航路）もあったが、2025年3月31日に廃業したため2航路となっている（歌～戸崎航路は尾道水道ではなく向島の東部の航路）。
- 宮本汽船：肥浜 - 山波（廃航）
- しまなみフェリー：彦ノ上 - 久保（廃航）

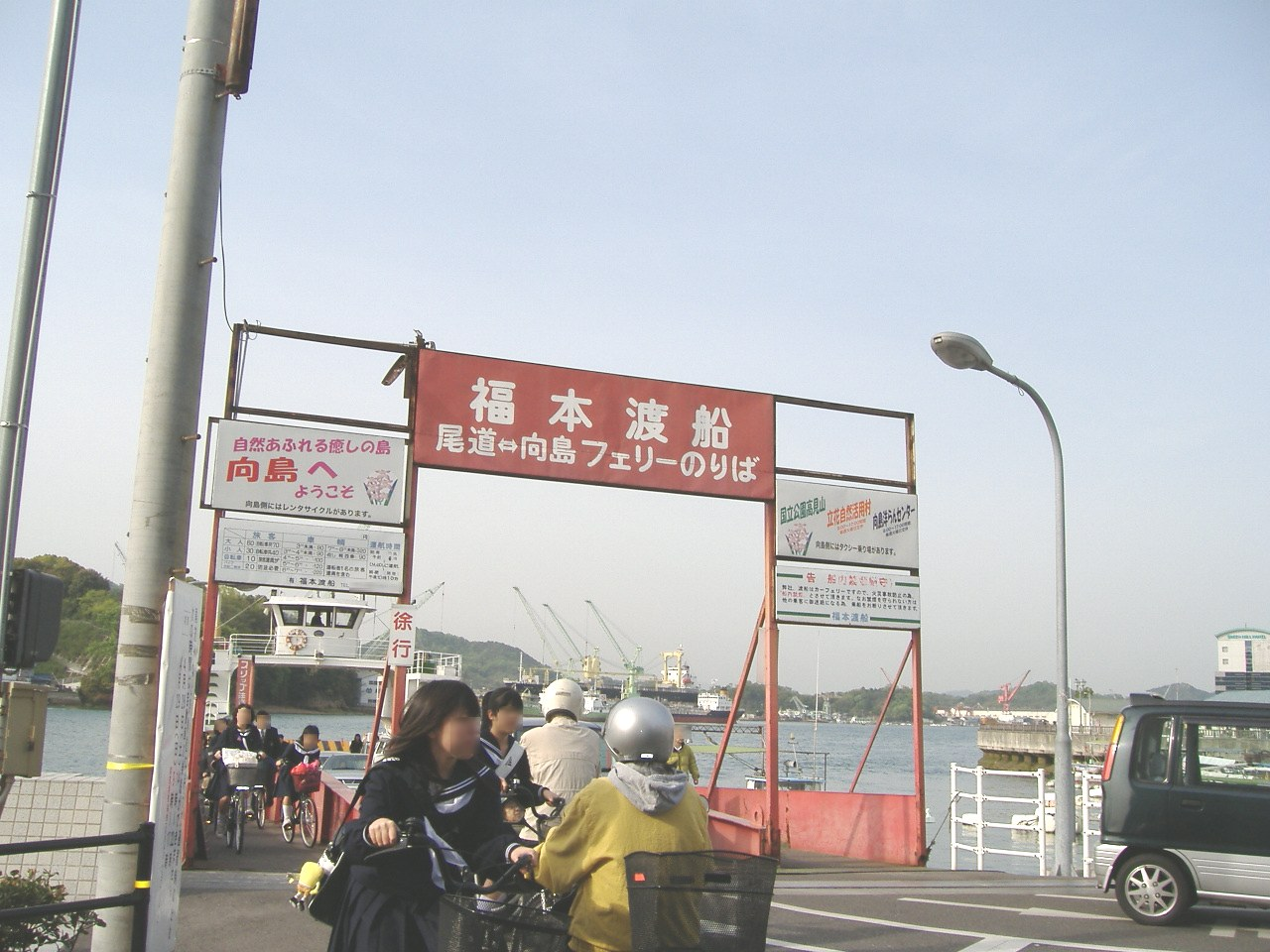
福本渡船（向島の対岸の土堂乗り場）
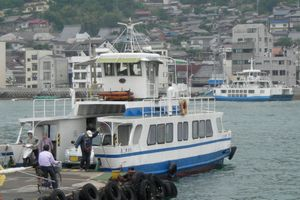
尾道渡船
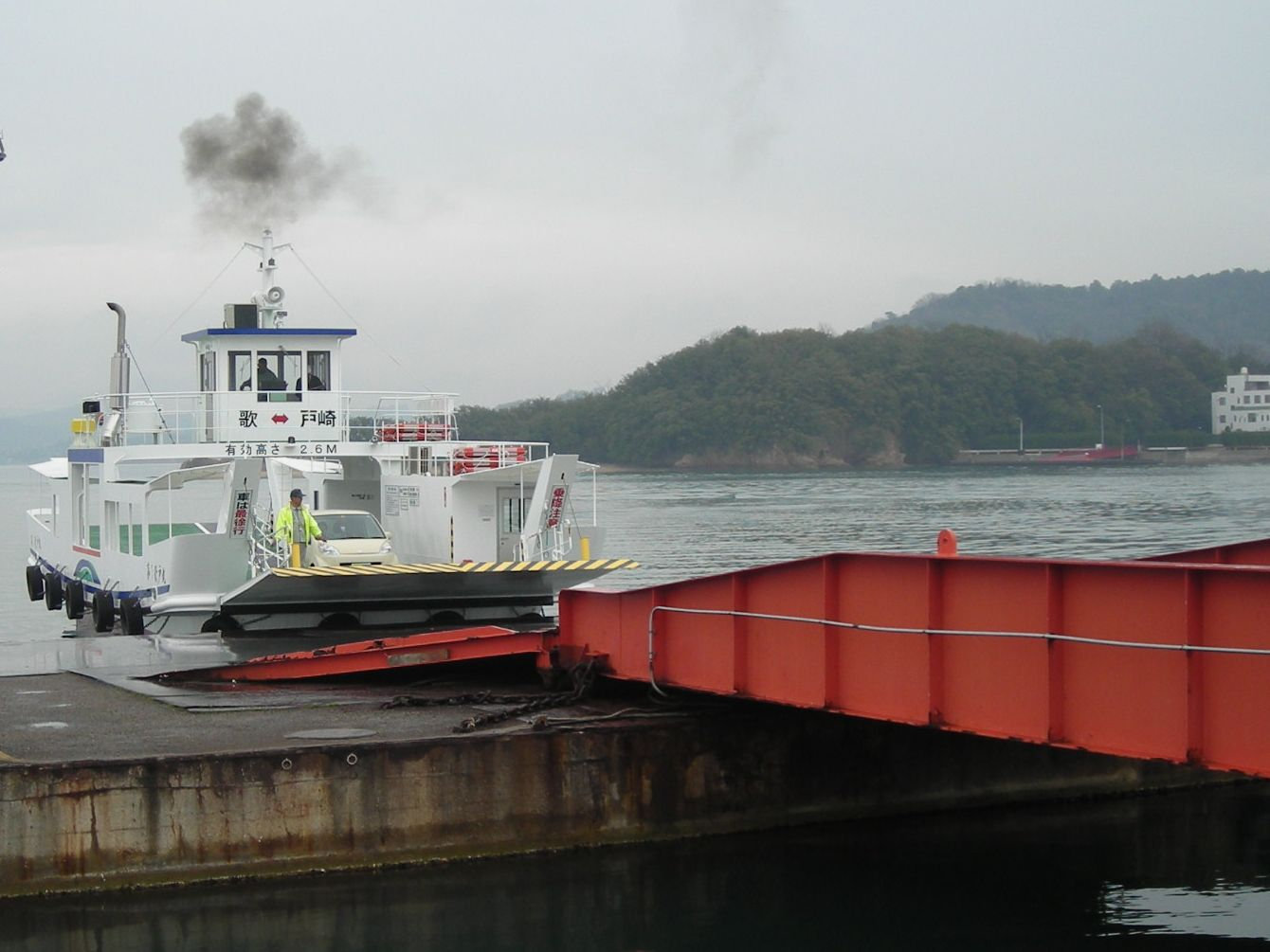
歌戸運航

### バス

#### 高速バス
- しまなみライナー（広島-今治線） （広交観光・瀬戸内運輸・瀬戸内しまなみリーディング）
  - 向東BS - 向島BS - （瀬戸田BS - 瀬戸田PA - 大三島BS - 上浦BS - 伯方島BS - 大島BS - 馬島BS - 今治駅前 - 今治桟橋）
- しまなみライナー（福山-今治線） （中国バス・鞆鉄道・瀬戸内運輸・瀬戸内しまなみリーディング）
  - 向東BS - 向島BS - （瀬戸田BS - 瀬戸田PA - 大三島BS - 上浦BS - 伯方島BS - 大島BS - 馬島BS - 今治駅前 - 今治桟橋）
- フラワーライナー（広島-因島） （広島交通・中国バス・本四バス開発・因の島バス）
  - （広島バスセンター - 新白島駅 - 不動院 - 中筋駅 - 高坂BS） - 二番潟 - 向島農協前 - 向島BS
- シトラスライナー（福山-因島） （中国バス・本四バス開発・因の島バス）
  - （福山駅前 - 入船町 - 千間土手東 - 広尾 - 千田BS - 福山本郷） - 向東BS - 向島BS
- キララエクスプレス（福山-松山） （中国バス・本四バス開発・瀬戸内しまなみリーディング・伊予鉄バス）
  - 向東BS - 向島BS - （瀬戸田BS - 瀬戸田PA - 大島BS - 来島海峡BS - 松山市駅方面）

- 予約制乗合タクシー「でべライナー」（大平交通）[43]
  - 広島空港と向島内にある18ヶ所の乗降ポイントとを乗降できる

#### 路線バス
- 尾道-因島線（おのみちバス・本四バス開発[44]・因の島バス[45]）
  - （尾道駅前方面） - 尾道大橋 - 二番潟 - 東西橋 - 尾道学園前 - 向島農協前 - 地蔵院下 - （川尻池下） - 向島BS - （因島大橋 - 因島・土生港方面）
- 尾道-瀬戸田線（おのみちバス[46]）
  - （JA尾道総合病院・尾道駅前方面 - 市民病院） - 尾道大橋 - 二番潟 - 東西橋 - 尾道学園前 - 向島農協前 - 地蔵院下 - 川尻池下 - 高見山登山口 - 向島BS - （因島重井BS - 生口島・瀬戸田港方面） 1日3-5往復
- 向東線（おのみちバス）：向島支所 - 駅前渡船 - 東西橋 - （兼吉） - 二文堂 - 歌 - 潮見ヶ浜 平日のみ1日4往復
- 立花線（おのみちバス）：向島支所 - 駅前渡船 - 東西橋 - （兼吉） - 江の浦 平日のみ1日5.5往復
- 向島西循環線（おのみちバス）：駅前渡船 - 向島支所 - 有井 - （岩子島西 - 岩子島） - 御幸橋 - 高見山登山口 - 駅前渡船 - 向島支所 平日のみ1日3便

## 出身者
- 小田原大造 - 実業家
- 吉原貞敏 - 実業家
- 三浦惺 - 実業家
- かわぐちかいじ - 漫画家
- 木川眞 - 実業家
- 村上恭和 - 卓球日本代表選手・指導者
- 吉田万里子 - プロレスラー
- 只野和子 - アニメーター
- ＦＩＳＨ - お笑い芸人